# Иркутский национальный исследовательский технический университет
Ирку́тский национа́льный иссле́довательский техни́ческий университе́т (ИрНИТУ) — высшее техническое учебное заведение в городе Иркутске.
Часто менял свои названия (по году переименования):
- 1920 — Иркутский политехнический практический институт (ИрПолПрИн)
- 1930 — Сибирский горный институт
- 1931 — Горно-металлургический комбинат цветных металлов, золота и платины
- 1932 — Сибирский горно-металлургический учебный комбинат
- 1932 — Сибирский горный институт Востокзолото
- 1934 — Восточно-Сибирский институт цветных металлов и золота
- 1935 — Восточно-Сибирский горный институт НКТП СССР им. А. П. Серебровского
- 1938 — Иркутский горно-металлургический институт
- 1960 — Иркутский политехнический институт (ИПИ)
- 1993 — Иркутский государственный технический университет (ИрГТУ)
- 2011 — Национальный исследовательский Иркутский государственный технический университет (НИ ИрГТУ)
- 2015 — Иркутский национальный исследовательский технический университет (ИрНИТУ).

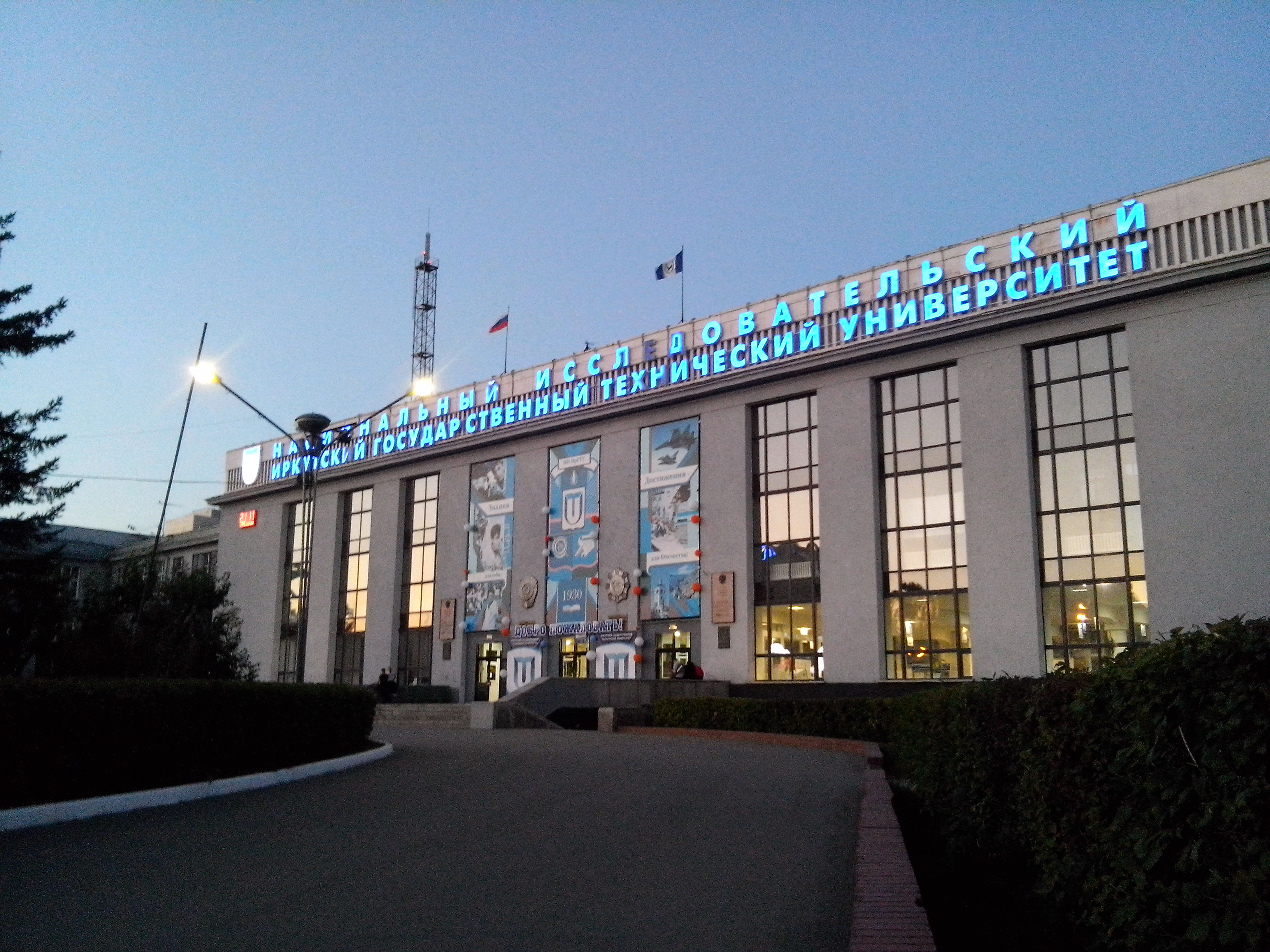
НИ ИрГТУ (ИрНИТУ)

В 2010 году ИРНИТУ стал победителем второго конкурсного отбора программ развития университетов, в отношении которых устанавливается категория «Национальный исследовательский университет».

## История
В Иркутске истоки профессионально-технического образования связаны с открытием в 1745 году навигацкой школы, которая в 1754 году была преобразована в школу навигации и геодезии, а в 1789 году присоединена к Главному народному училищу — учебному заведению более высокого уровня. Здесь обучали общеобразовательным дисциплинам, архитектуре, геометрии, механике и физике.

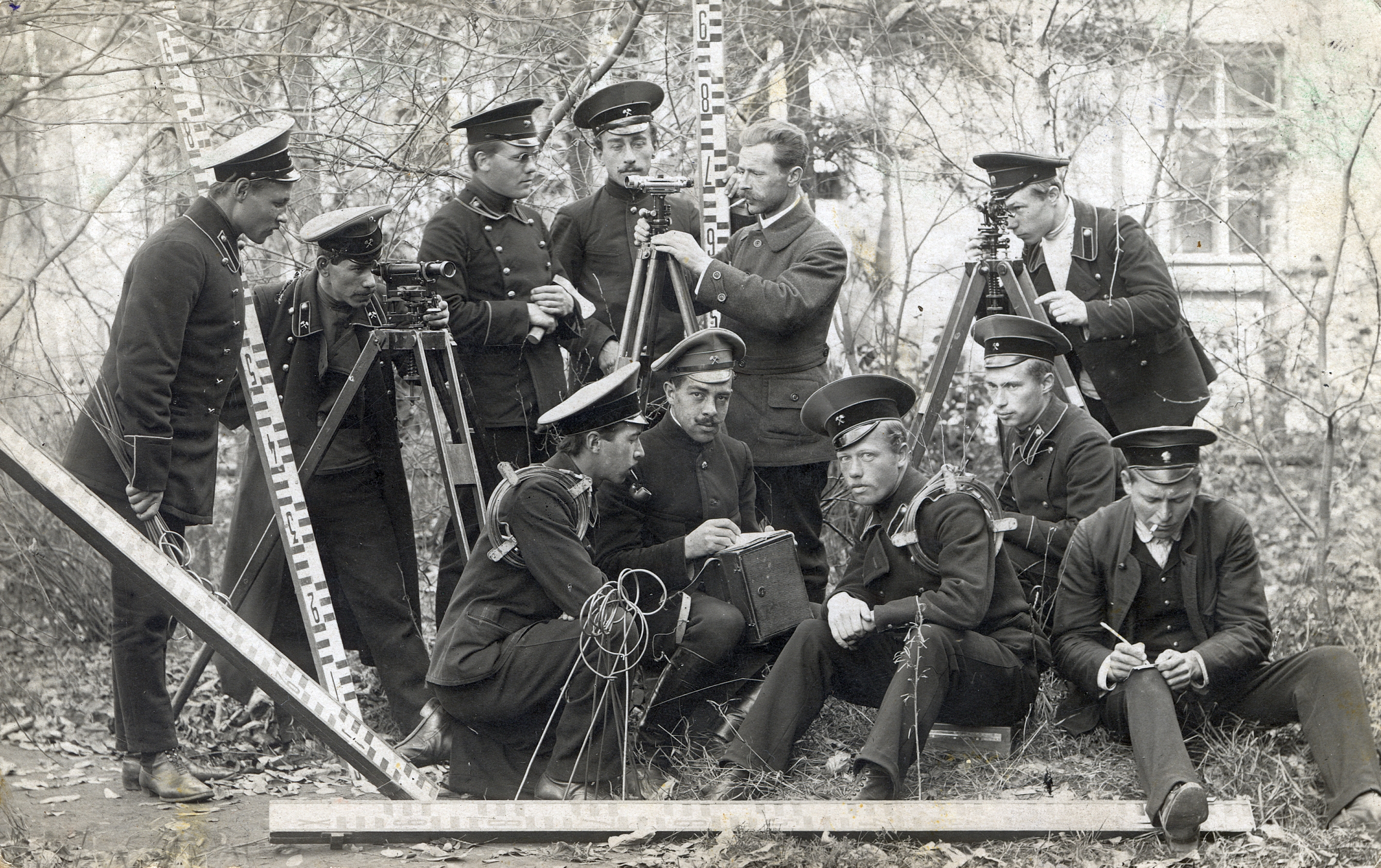
4 класс Иркутского горного училища, 1914 год

В 1805 году Главное народное училище вошло в полное ведение открытой тогда в Иркутске мужской гимназии, воспитанники которой имели право поступать по окончании в университеты.
Но классическое образование не обеспечивало потребности края в специалистах технического направления. Поэтому в Иркутске в 1866 году была открыта реальная прогимназия с преподаванием технологии. Финансовую поддержку прогимназии осуществляли золотопромышленники, владельцы винокуренных заводов, а также горожане. Впоследствии прогимназия была преобразована в техническое училище (1874), а техническое училище — в промышленное (1890).
При училище в 1888 году для практических занятий с учениками были открыты механические мастерские с паровым двигателем, водопроводом, электричеством и современными станками. Конечной целью прогимназии и промышленного училища был выпуск специалистов по техническим дисциплинам с высоким общеобразовательным уровнем.
В 1893 году открылось ещё одно специализированное среднее учебное заведение — Иркутское горное училище, основной задачей которого являлась подготовка штейгеров-установщиков для потребностей горнозаводского дела и в особенности для золотопромышленности. Продолжительность обучения определялась в 4 года.
В 1918 году училище было преобразовано в среднее горнотехническое, а в 1920 году — в Иркутский политехнический техникум. Но вскоре техникум был реорганизован в Иркутский политехнический практический институт (Ирполприн).
В связи с тяжёлым экономическим положением в стране временно все учебные заведения переводились на содержание местного бюджета. В августе 1923 году Ирполприн был реорганизован в Восточно-Сибирский политехникум краевого значения.
Впоследствии политехникум стал основой для открытия в Иркутске Сибирского горного института.
В марте 1929 года Иркутск становится центром сибирской золотодобывающей промышленности — сюда из Москвы переводится правление акционерного общества Союззолото, здесь создаётся научно-технический центр по золоту и платине. Разместился Горный институт в одном из лучших зданий города по ул. Ленина, 3. Первым его директором был назначен заведующий геологоразведочным отделом правления Союззолото С. В. Сергеев, заместителем по учебной и научной работе — профессор Г. В. Ключанский.
Одновременно был открыт рабочий факультет (рабфак). Он осуществлял довузовское образование, и значение его в те годы было огромным. Кроме того, для руководителей предприятий Сибири и Дальнего Востока, не имеющих высшего образования, в институте была организована ускоренная подготовка в форме курсов повышения квалификации.
Приоритетными задачами в 1941—1945 годы стали: научные разработки для военной промышленности, всемерная помощь фронту, сохранение контингента студентов, приём нового пополнения, своевременный выпуск специалистов. Выполнять эти задачи приходилось в крайне тяжёлых условиях.
С 19 марта 1960 года горно-металлургический институт стал называться политехническим. Это название отражало складывающуюся многопрофильность вуза, его связь с развивающейся экономикой страны, особенно Восточно-Сибирского региона, который к этому времени превратился в сплошную строительную площадку. Одновременно строились Ангарск, Братск, Шелехов, Братская ГЭС, промышленные комплексы нефтехимии и другие объекты. В связи с этим возникла острая потребность в специалистах для многих отраслей народного хозяйства.
Новый статус вуза был подтвержден постановлением № 6 от 30 ноября 1994 года и лицензией № 16 Г-082 от 6 марта 1994 года Госкомвуза России, а позднее сертификатом аттестации образовательного учреждения (1997), государственной аккредитацией (1998), дающей право на ведение образовательной деятельности в сфере среднего, высшего, послевузовского, профессионального дополнительного образования.
Университет, его ученые внесли значительный вклад в развитие экономики Иркутской области, Восточно-Сибирского региона, стран СНГ.
20 мая 2010 года ИрГТУ был присвоен статус «Национальный исследовательский университет» и утверждена программа научного развития по следующим приоритетным направлениям:
- Высокоэффективные технологии недропользования
- Наукоемкие, высокоэффективные технологии производства машин и оборудования
- Наукоемкие системы жизнеобеспечения урбанизированных и малонаселённых территорий
- Индустрия наносистем и наноматериалов

15 сентября 2017 года в структуре ИРНИТУ был создан совершенно новый институт — Байкальский институт БРИКС — единственный в своем роде в России. Это экспериментальный проект, преподавание в котором осуществляется ведущими российскими и иностранными профессорами на английском языке по следующим специальностям:
- международный бизнес (бакалавриат)
- устойчивая инновационная экономика (бакалавриат)
- экология и охрана окружающей среды (бакалавриат)
- современные технологии электроэнергетики (бакалавриат)
- лингвистическое сопровождение бизнес-коммуникаций (бакалавриат)
- информационные технологии и искусственный интеллект (бакалавриат)
- журналистика и коммуникативные технологии (бакалавриат)
- MBA (программа уровня магистратуры)
- информационные системы, технологии и большие данные (магистратура)
- возобновляемая энергетика (магистратура)

На сентябрь 2019 года в Байкальском институте БРИКС обучалось 215 российских и иностранных студента из 6 стран мира и работало 17 иностранных профессоров и научных сотрудников и 30 российских.

## Университетский кампус
На территории кампуса университета расположено 10 основных учебных корпусов, 12 общежитий, жилые дома преподавателей, поликлиника, санаторий-профилакторий, спортивный комплекс, магазины, кафе, столовые, а также технопарк.

## Рейтинги
Долгое время после присвоения ИРНИТУ статуса Национального исследовательского университета он не входил в международные рейтинги. Изменения произошли после приглашения в 2017 году проректором по международной деятельности известного политолога и управленца Дмитрия Савкина, который существенно увеличил число зарубежных профессоров, работающих в ИРНИТУ, и иностранных студентов Архивная копия от 11 ноября 2019 на Wayback Machine.
Благодаря этим изменениям в 2018 году Университет вошел в рейтинг глобального агентства QS в группе позиций 351—400 среди стран БРИКС, а в 2019 году ИРНИТУ был рейтингован глобальным агентством Times Higher Education, получив позицию 300+ среди университетов мира Архивная копия от 21 июля 2021 на Wayback Machine согласно THE UNIVERSITY IMPACT RANKING.
В октябре 2019 года ИРНИТУ получил очередную глобальную награду, войдя в престижный региональный рейтинг QS EECA, оценивающий университеты Центральной и Восточной Европы, Балканских стран, Турции и Постсоветского пространства, в котором ИРНИТУ занял позицию 251—300.

### ИРНИТУ в рейтингах
| Глобальные рейтинги                                     | 2023 | 2022      | 2021    | 2020    | 2019    |
| ------------------------------------------------------- | ---- | --------- | ------- | ------- | ------- |
| Times Higher Education (World University Rankings 2023) | -    | 1201-1500 | -       | -       | -       |
| Times Higher Education (University Impact Rankings)     | -    | 301-400   | 401-600 | 601+    | 301+    |
| Times Higher Education (by subject: engineering)        | -    | 1001+     | -       | -       | -       |
| UI GreenMetrics (World University Ranking)              | -    | 204       | 225     | 389     | 540     |
| Региональные рейтинги                                   | 2023 | 2022      | 2021    | 2020    | 2019    |
| QS University Rankings: BRICS                           | -    | 351-400   | 351-400 | 351-400 | 351-400 |
| QS Emerging Europe & Central Asia                       | -    | 301-350   | 301-350 | 251-300 | -       |
| Российские рейтинги                                     | 2023 | 2022      | 2021    | 2020    | 2019    |
| «Интерфакс»                                             | -    | 47        | 32      | 29      | 34      |
| Forbes «Лучшие российские университеты»                 | -    | 57        | 63      | 77      | -       |

## Структура ИРНИТУ
Институты
1. Байкальский институт БРИКС (БИ БРИКС)
2. Институт авиамашиностроения и транспорта (ИАМиТ)
3. Институт архитектуры, строительства и дизайна (ИАСиД)
4. Институт высоких технологий (ИВТ)
5. Институт информационных технологий и анализа данных (ИИТиАД)
6. Институт недропользования (ИН)
7. Институт экономики, управления и права (ИЭУП)
8. Институт энергетики (ИЭ)
9. Институт «Сибирская школа геонаук» (СШГ)

Основные факультеты
1. Факультет прикладной лингвистики (ФПЛ)

Факультеты дополнительного образования
- Заочно-вечерний факультет
- Международный (подготовительный) факультет
- Факультет послевузовского обучения
- Факультет среднего профессионального образования
  - Геолого-разведочный техникум
  - Машиностроительный колледж
  - Усольский химико-технологический техникум

Научно-образовательные центры и учреждения в составе университета
- Центр фундаментальных исследований ИРНИТУ
- Байкальский центр нанотехнологий
- Научная библиотека c 1 192 870 единиц хранения, расположенными на площади в 3000 м²
- Музей истории ИРНИТУ
- Музей минералогии — крупнейший за Уралом минералогический музей
- Музей боевой славы
- Музей истории вычислительной техники
- Телеканал ТВ-23 для вещания образовательных программ и обучения будущих специалистов телевидения

Филиалы

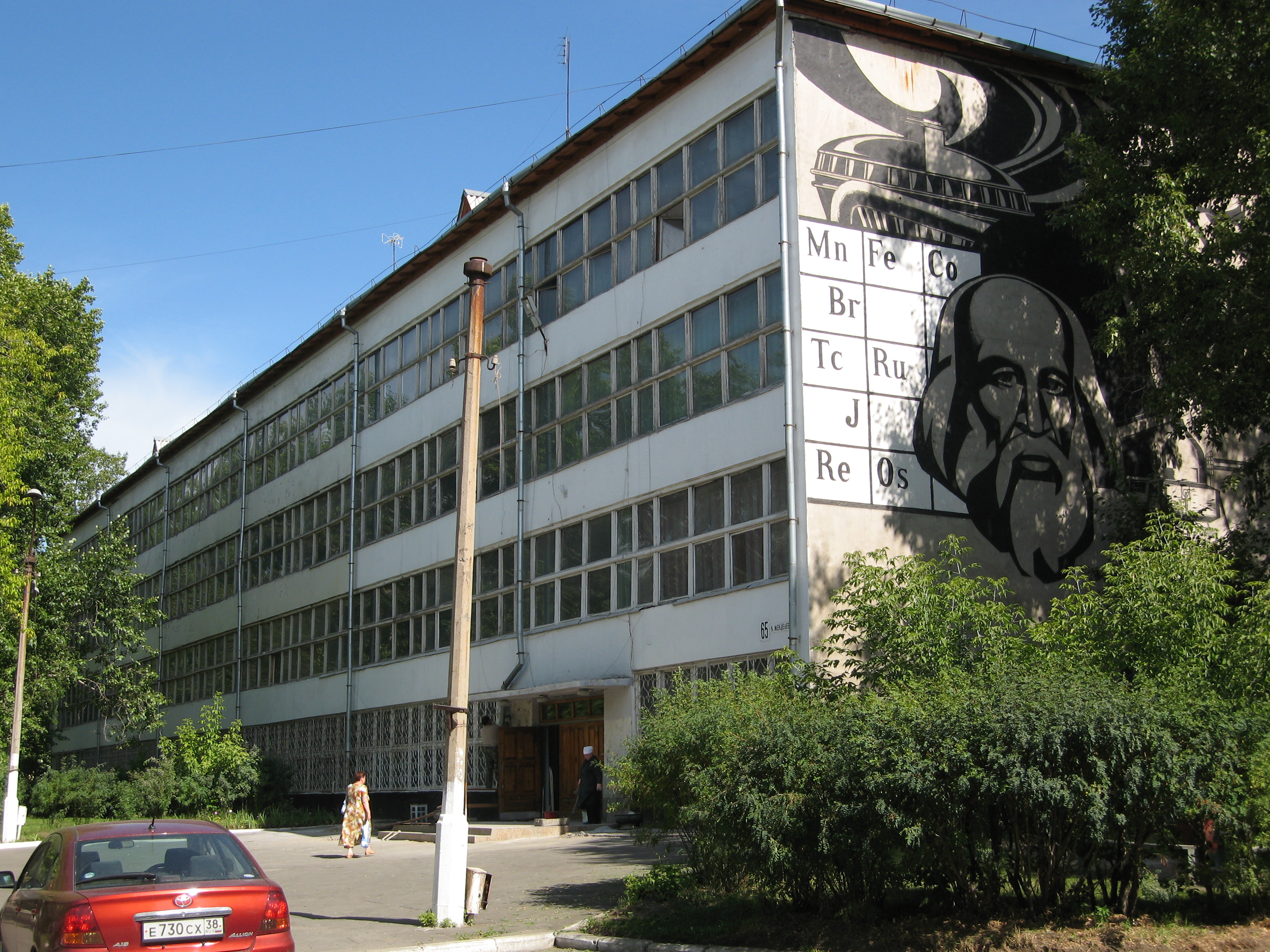
Филиал в г. Усолье-Сибирское

- Филиал ИРНИТУ в г. Усолье-Сибирское

1. Технологический факультет
2. Заочно-вечерний факультет

## Разработки
В феврале 2025 года конструкторско-технологическое бюро ИрНИТУ презентовало Иркутскому авиазаводу образец электрической сверлильной машины с автоматической подачей. Дрель поможет быстрее и качественнее сверлить отверстия в сложных деталях самолётов, состоящих из нескольких слоёв разных материалов (композит, сталь, титан, алюминий). Завод планирует использовать несколько модификаций этой дрели с разными характеристиками, например, при сборке фюзеляжа и крыльев самолёта МС-21.

## Международная деятельность
ИРНИТУ первый из вузов Сибирского федерального округа для интеграции в международное образовательное, научное, культурное и информационное пространство создал на своей базе Евразийский открытый университет (ЕврОУ), объединяющий научно-образовательные, инновационные, культурные и другие организации России, Европы и Азии. В рамках ЕврОУ работают:
- Сибирско-немецкий инженерный факультет по магистерской подготовке студентов с получением дипломов российского и немецкого образца
- Международный (подготовительный) факультет — подготовительный факультет, лицензированный Министерством образования и науки РФ
- Темпус-Тасис проекты по созданию учебных программ бакалавр-магистр с международной аккредитацией
- Региональный центр по признанию зарубежных образовательных документов
- Лекторат Немецкой службы академических обменов (DAAD)
- Корейский образовательно-культурный центр